# Călin Gruia
Călin Gruia (n. 21 martie 1915, Trifești, județul Orhei, Basarabia, Imperiul Rus – d. 9 iulie 1989, București) este pseudonimul literar al lui Chiril Gurduz, un scriitor român, poet și prozator, cunoscut mai ales prin volumele sale de povești pentru copii. A debutat în literatură cu versurile publicate în 1938 în revista Speranța, din Orhei, apoi a publicat versuri și în reviste literare din Chișinău. În 1942 i s-a publicat primul volum, placheta Litanii de seară. Mobilizat în război, a fost luat prizonier în 1944. După eliberarea din prizonierat din 1948, s-a dedicat literaturii pentru copii, publicând în 1952 prima sa culegere de povești, Nucul lui Toderiță. A avut o intensă activitate publicistică la revistele pentru copii din România (Arici Pogonici, Luminița, Cutezătorii) și a publicat numeroase cărți. A scris și un scenariu de film, inspirat din evenimentele Primului Război Mondial, după care a fost realizat filmul Baladă pentru Măriuca (1969). Între anii 1951 și 1969 a fost redactor la emisiunile pentru copii ale Radioteleviziunii Române.

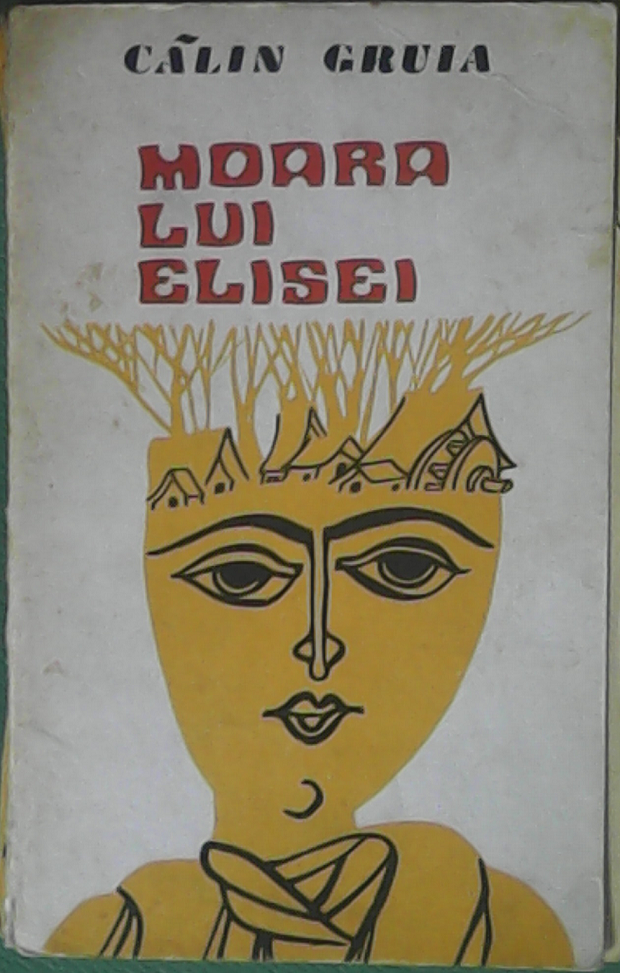

## Distincții
- Ordinul Muncii clasa a III-a (7 mai 1954) „pentru merite deosebite în domeniul radiodifuziunii”[3]

## Opere publicate
| - Litanii de seară (1942) - Nucul lui Toderiță (1952) - Nuielușa de alun (1954) - Ciuboțelele ogarului (1954) - Poveste mică pentru cei mici (1954) - Povestea lăcrămioarelor (1955) - Profesorul cel nou (1955) - Izvorul fermecat (1956) - Minunata-mpărăție cu palate de hârtie (1957) - La „Drumurile lumii” (1959) - Poiana lunii (1960) - Onică (1962) - Vineri la amiază (1962), Editura Pentru Literatură. 1962 - Drumul spune povești (1963) - Di-Di-Ri (1964) - Ograda (1965) - De-a visele... (1966) - Ospățul (1966) - Povești (1967) - Jucăușul (1967) - Domnița de rouă (1969) - Vântură-lume (1970) | - Măriuca (1970) - Vântură-lume, Editura Ion Creangă, 1971 - Cu ochii ca iarba... (1972) - Acolo colinele ard... (1974) - Ramura de măr înflorit (1974) - Peretele de lut (1975) - Scrisori pentru fluturi și pietre (1976) - Prințul de hârtie (1977) - Prietena mea, Cateluța (1979) - Moara lui Elisei (1980) - În norii ce vin și se duc (1980) - La valsul dimineții (1981) - Poiana de argint (1982) - Pânzele mamei (1984) - Nălucile nopții (1985) - Pădurea Margaritei, Editura Ion Creangă, 1987 - Nuielușa de alun, Editura Ion Creangă, 1987 - Călătorii (1988) - The Hound Boots (1995) - Izvorul fermecat (1997) - Fata cu părul de aur (1998) |

Volumul Moara lui Elisei (Editura Junimea, Târgoviște, 1979), cuprinde poveștile următoare:
- - Scurteica verde
  - Moara lui Elisei
  - La poalele muntelui
  - Femeia cu haine lungi
  - Pantofii
  - Fata lui Pricolici
  - Comoara tâlharilor
  - Orașul regelui
  - Stânca de aur
  - La despărțire
  - Țara-Visată

### Traduceri ale cărților sale în alte limbi
- Mesélő országút (Drumul spune povești), traducere în limba maghiară de Béla F. Szász, Ifjúsági Könyvkiadó, București, 1965.[4]